# Emmanuel Okala
Emmanuel Oguajiofor Okala (ur. 17 maja 1951 w Onitsha) – nigeryjski piłkarz grający na pozycji bramkarza. W swojej karierze rozegrał 59 meczów w reprezentacji Nigerii.

## Kariera klubowa
Całą swoją karierę piłkarską Okala spędził w klubie Enugu Rangers. Zadebiutował w nim w 1971 roku i grał w nim do 1980 roku. Wywalczył z nim dwa mistrzostwa Nigerii w sezonach 1974 i 1975 oraz zdobył trzy Puchary Nigerii w sezonach 1974, 1975 i 1976.

## Kariera reprezentacyjna
W reprezentacji Nigerii Okala zadebiutował 11 listopada 1972 roku w wygranym 3:2 towarzyskim meczu z Tanzanią, rozegranym w Lagos. W 1978 roku został powołany do kadry na Puchar Narodów Afryki 1978. Wystąpił w nim w czterech meczach: grupowych z Górną Woltą (4:2), z Ghaną (1:1) i z Zambią (0:0) oraz w półfinałowym z Ugandą (1:2). Z Nigerią zajął 3. miejsce w tym turnieju.
W 1980 roku Okala był w kadrze Nigerii na Puchar Narodów Afryki 1980. W tym pucharze był rezerwowym bramkarzem i nie rozegrał żadnego meczu. Z Nigerią wywalczył mistrzostwo Afryki. W kadrze narodowej grał do 1980 roku. Wystąpił w niej 59 razy.